# Servaea villosa
Servaea villosa là một loài nhện trong họ Salticidae.
Loài này thuộc chi Servaea. Servaea villosa được Eugen von Keyserling miêu tả năm 1881.